# Томбинский, Ян
Ян Тадеуш Томбинский (пол. Jan Tadeusz Tombiński; 4 октября 1958, Краков, ПНР) — польский и европейский дипломат, постоянный представитель Республики Польша в Европейском союзе (2007—2012), посол Европейского союза на Украине (2012—2016) и у Святейшего Престола (2016—2020).

## Биография
Выпускник Ягеллонского университета в Кракове. Там же получил научную степень магистра германистики (1984) и истории (1985). Спортсмен. В молодости активно занимался фехтованием на рапирах. Вице-чемпион Польши в командном соревновании (1978).
В 1985—1987 годах работал в университетской библиотеке альма матер, позже был лектором в Институте истории при краковском университете.
В 1987—1989 годах — ассистент преподавателя, старший преподаватель Института истории Ягеллонского университета.
Активист профсоюза «Солидарность» в Ягеллонском университете. В 1989 году был создателем и президентом Ассоциации по евроинтеграции в Кракове, а также членом апелляционной комиссии профсоюза «Солидарность» в Ягеллонском университете.
Автор ряда трудов, посвященных новейшей истории Польши и Европы.
Свободно владеет английским, немецким, французским, словенским, украинским и чешским языками.
Женат, имеет десять детей.

## Дипломатическая карьера
- 1990—1995 — занимал ряд должностей (от второго секретаря посольства до полномочного советника-министра) в польском посольстве в Праге[3].
- 1995—1996 — полномочный советник-министр в Любляне, а в 1996—1998 работал послом Польши в Словении[3].
- 1996—1999 — посол Польши в Боснии и Герцеговине[3].
- 1998—2001 — работал в Министерстве иностранных дел Польши, в частности был советником министра иностранных дел Бронислава Геремека, ответственным за вопросы заграничной политики в отношениях со странам Европы[3].
- В 2001—2006 был послом во Франции[3].
- 2007—2012 — постоянный представитель Республики Польша в Европейском союзе[3].
- 2012—2016 — глава представительства Европейского Союза на Украине.
- 2016—2020 — глава представительства Европейского Союза при Ватикане[4].

## Избранные публикации
- Hitler and the Swiss neutrality 1933-35, Kraków 1989
- Austria and European integration 1926-32, Graz 1989
- Debate on the project of the European Union in the League of Nations, Kraków 1991
- The response of Austria to the Briand Plan, Genewa 1994
- The Polish election law, Praga 1992
- Polish-German Relations 1945—1991, Praga 1994
- Poland — six months after the elections, Bonn 1989
- Polish television towards choice, Stuttgart 1990

## Награды
- 2005 — офицер Ордена Искусств и литературы[5]
- 2012 — командорский крест Ордена Возрождения Польши[6]